# SS Yongala
El SS Yongala fue un barco de pasajeros construido en 1903. Se hundió en Cape Bowling Green el 23 de marzo de 1911 en su camino desde Melbourne  (Australia) hasta Cairns, entró en un ciclón y se hundió sin dejar rastro al sur de Townsville. Todos los pasajeros a bordo se ahogaron y el naufragio fue encontrado en 1958 frente a la costa de Townsville.

## Hundimiento

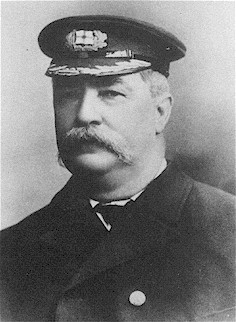
William Knight, capitán del SS Yongala, en 1911.

El 14 de marzo de 1911, el Yongala inició su viaje número 99 en aguas australianas. Al mando estaba el capitán William Knight. Salió de Melbourne con 72 pasajeros y el 20 de marzo llegó a Brisbane. Allí desembarcaron la mayoría de sus pasajeros de Melbourne y embarcó pasajeros para continuar por la costa de Queensland. También se embarcaron el caballo de carreras "Moonshine" y un Lincoln Red Bull. Una inspección del puerto informó que el Yongala se encontraba "en excelente estado".
Llegó a Mackay la mañana del 23 de marzo y partió a la 1:40 pm de esa tarde con destino a Townsville. Llevaba ahora 29 pasajeros de primera clase, 19 pasajeros de segunda clase, 72 tripulantes y 677 toneladas de carga. Poco después de dejar Mackay, y antes de dejar de ver tierra, la estación de señales de Flat Top Island recibió un telegrama advirtiendo de un ciclón tropical entre Townsville y Mackay. La estación de señales envió señales de telégrafo inalámbrico y de bandera, lo que llevó a varios barcos a refugiarse en Mackay. Pero Yongala no vio las banderas. La Compañía Marconi había enviado recientemente un aparato de telégrafo inalámbrico desde Inglaterra para instalarlo a bordo del Yongala, pero el aparato aún no había llegado a Australia.
Cinco horas después de que Yongala abandonara Mackay, el guardián de Dent Island Light la vio entrar en Whitsunday Passage. Este fue el último avistamiento conocido del buque. El ciclón lo hundió la noche del 23 al 24 de marzo y mató a todos a bordo. Los periódicos de la época contaban entre 120 y 121 personas a bordo, pero ahora se acepta que el número total es de al menos 122. La discrepancia surge porque los niños pequeños, los sirvientes y los miembros de minorías étnicas no aparecen en las listas oficiales.

## Galería

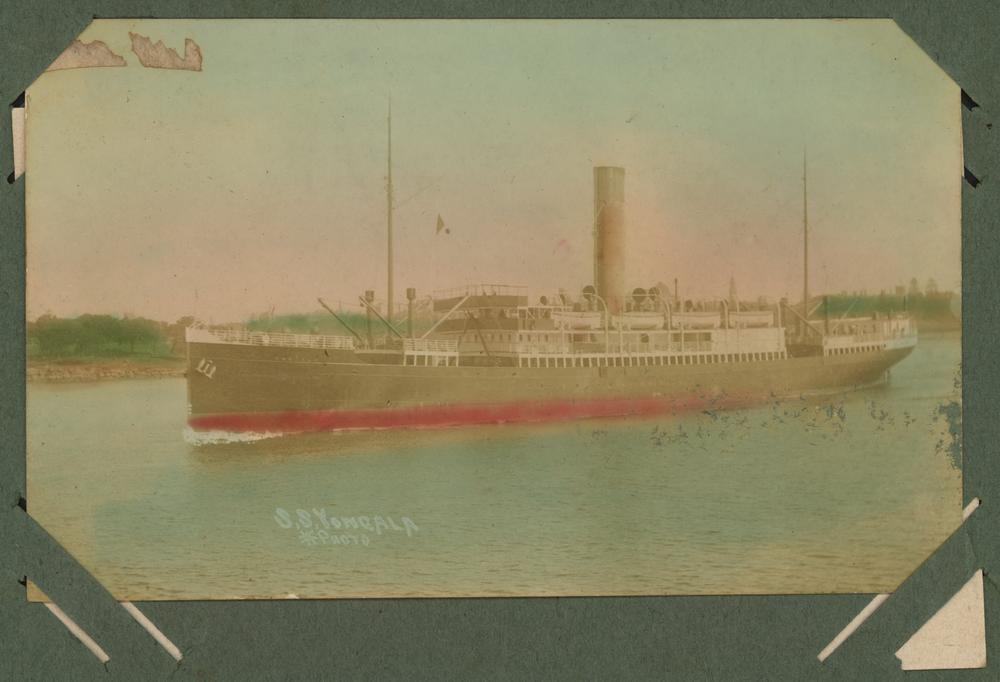
Postal del SS Yongala en torno a 1905
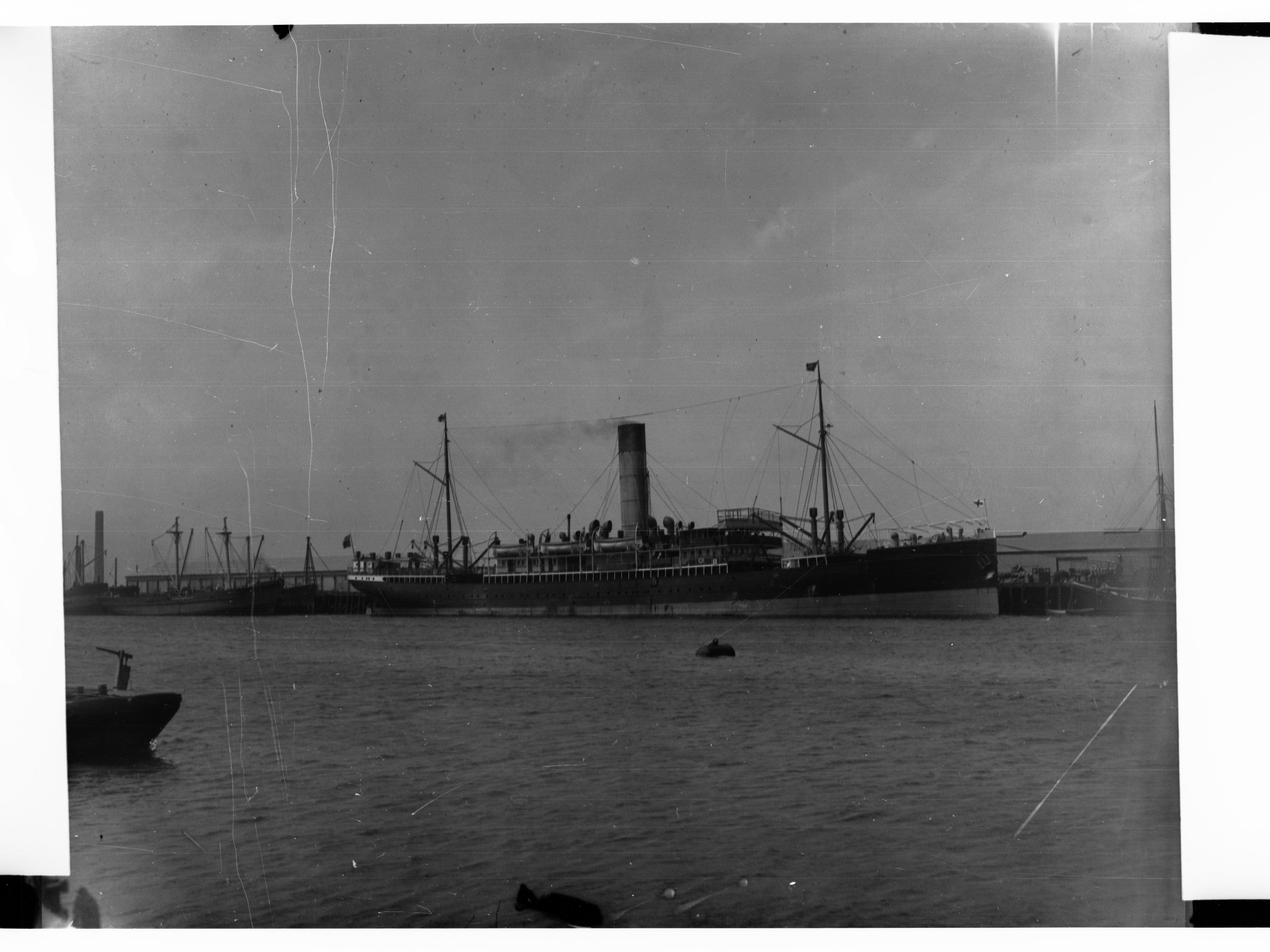
SS Yongala
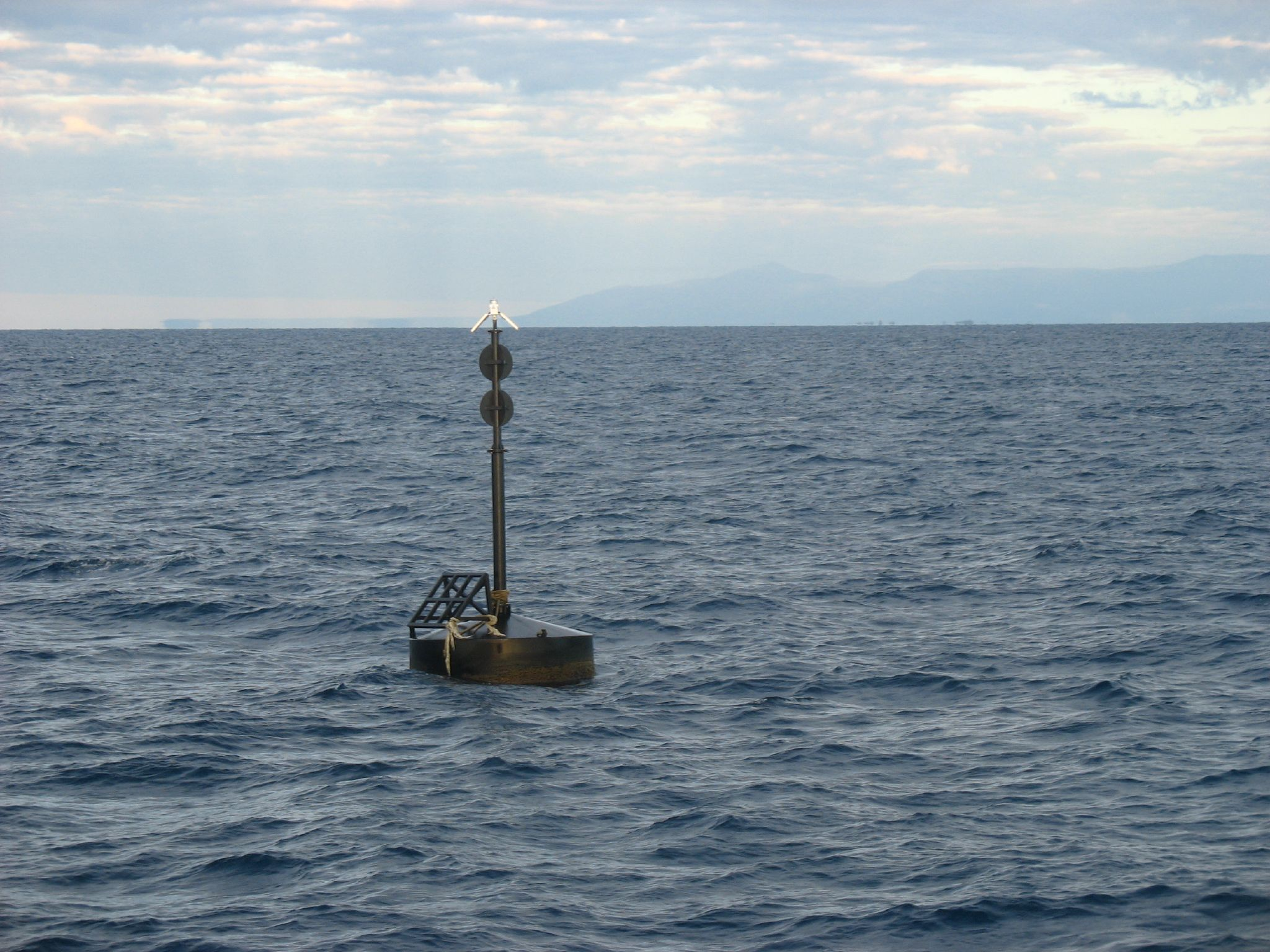
Una boya de embarque marca el sitio del SS Yongala

## Otros sitios web
- Museo Marítimo de Townsville
- Descripción del punto de inmersión y fotos y vídeos submarinos del pecio de Yongala

- Datos: Q1424289
- Multimedia: Yongala (ship, 1903) / Q1424289